# Pegasus (videogioco)
Pegasus è un videogioco per piattaforma Amiga e Atari ST sviluppato da Optimus e pubblicato da Gremlin Interactive nel 1991, di tipo shoot'em up a sfondo Fantasy.

## Trama
Satan, il signore del male, ha invaso i quattro pianeti dell'esistenza e vuole soggiogare questi mondi ai suoi voleri. Pianure rigogliose vengono trasformate il lande desolate, e le persone vengono ridotte in schiavitù. A questo punto il prode Perseo deve intervenire. Chiedendo aiuto al mago Chan, conosciuto da tutti come la mano degli dei, aiuta Perseo donandogli un'armatura, una spada e uno scudo magici, ma soprattutto il fido cavallo alato Pegaso. Perseo adesso è pronto a riportare la pace sulla terra eliminando tutte le orde malvagie di Satan.
Alla fine del gioco a Perseo e a Pegasus viene donata la vita eterna.

## Modalità di gioco
Pegasus è un puro e semplice shoot'em up con potenziamenti di armi e power-up ma con una particolarità, in certi punti Perseo deve scendere da Pegaso e continuare senza esso, in questo caso il videogioco si trasforma in un Hack 'n slash alla Ghosts 'n Goblins (anche nel personaggio, molto simile). Durante il videogioco si possono trovare dei cristalli magici e si possono usare per potenziare armi e scudi (si possono attivare due aquile che ci daranno una mano o anche dei fulmini che spazzeranno via molti nemici). L'azione di gioco si svolge su ben Cinquanta livelli, alcuni di essi molto corti.